# Nassigny
Nassigny – miejscowość i gmina we Francji, w regionie Owernia-Rodan-Alpy, w departamencie Allier.

## Demografia
Według danych na rok 1990 gminę zamieszkiwało 156 osób, a gęstość zaludnienia wynosiła 9 osób/km². W styczniu 2015 r. Nassigny zamieszkiwały 202 osoby, przy gęstości zaludnienia wynoszącej 11,7 osób/km².